# Викатос, Спиридон
 Спиридон Викатос  (греч.  Σπυρίδων Βικάτος  Аргостолион Кефалиния 24 сентября 1878 — Афины 6 июня 1960) — греческий художник 20-го века. Один из последних представителей «Мюнхенской школы греческой живописи».

## Биография
Спиридон Викатос родился в 1878 году в городе Аргостолион на острове Кефалиния.
Склонность к живописи проявил с детства.
В возрасте 10 лет, из-за финансовых проблем семьи, был вынужден работать в аптеке.
Витрина аптеки стала его первым выставочным стендом.
Поворотным моментом в его судьбе стал исполненный им портрет митрополита Германа Каллигаса.
В 1889 году Герман стал архиепископом Афин.
Герман оплатил расходы на переезд Викатоса, а также на его учёбу в Афинской школе изящных искусств (1896—1900).
Викатос учился живописи у Никифора Литраса и Спиридона Просалентиса и скульптуре у Георгиоса Врутоса.
Будучи ещё студентом, Викатос в 1897 году получил за свои работы призы, учреждённые меценатами Хрисовергисом и Томаидисом.

## Германия
В январе 1900 году, получив стипендию Валлианоса, Викатос отбыл в Мюнхен для продолжения учёбы в Мюнхенской академии художеств. В Мюнхене Викатос учился живописи у Николаоса Гизиса и у немецкого жанрового художника и пейзажиста Ludwig von Löfftz.
Сокурсниками Викатоса были греческие художники Фриксос Аристеас, М.Илиадис и Гектор Дукас.
В 1903 году Викатос получил на конкурсе живописи в Мюнхене серебряную медаль и денежную премию.
Викатос полюбил немецкий импрессионизм и был весьма продуктивен.
Художник успешно участвовал в международной выставке в Стеклянном дворце в 1905 году.
Бывший учитель Викатоса, Никифор Литрас, наблюдая за успехами своего ученика, предсказывал что Викатос, по возвращении в Грецию, займёт его место на кафедре живописи в Афинской школе изящных искусств.

## Греция
Викатос вернулся в Грецию в 1905 году.
В 1909 году, как и предсказывал Литрас, Викатос стал преподавать в Афинской школе изящных искусств, оставаясь на этом посту 31 год, до 1940 года.
Художник принял участие в международных выставках в Бордо в 1907 году (золотая медаль), в Риме в 1911 году, в Париже в 1937 году и в Венецианских Биеннале 1934 и 1936 годов.
Спиридон Викатос умер в возрасте 82 лет, от пневмонии.
Своим завещанием он оставил своё состояние Афинской школе изящных искусств и учредил «Викатову стипендию» студентам живописи, скульптуры и гравюры, получившим диплом с оценкой «Отлично» для продолжения учёбы в Мюнхене.
Стипендия Викатоса предоставляется также раз в 3 года одному немецкому скульптору, выпускнику Мюнхенской академии, для изучения древней греческой скульптуры на месте.
Он также подарил 30 своих картин Национальной галерее Греции. Большое число греческих художников 20-го века являются учениками Викатоса. Среди них Из его учеников отличились художники Г.Γунаропулос, Яннакос, Α. Γеоргиадис и Γ. Μугиос, Царухис, Яннис.

## Работы
Творчество Викатоса охватывает всю первую половину 20-го века. Художник был исключительно работоспособным и производительным. Он написал около 1.500 работ маслом и бесчисленное число рисунков.
Викатос писал в основном портреты.
В меньшей степени его тематика включала в себя религиозные композиции, жанровые сцены и натюрморты.
Но Викатос написал незначительное число пейзажей, поскольку его мало занимала проблематика естественного света.
Викатос работал в своей мастерской, при искусственном освещении и писал «быстро, используя кисть, лопатку и, даже пальцы, почти как скульптор, обрабатывая массу краски и подчёркивая объёмами сильное освещение. Его работы, несмотря на выразительность, не имели детальной обработки».
Викатоса занимало не отображение не завершённой естественной формы, но «тот драматический момент художественного созидания, когда вдохновение художника, неожиданно извлекает из бесформенной массы краски её живую форму».
Эта граница между жизнью и смертью объясняет предпочтение художника в его работах к головам стариков.
По этой же причине, художник использует тяжёлые, земные цвета и резкие тени, грубые формы без очертаний, неопределённый фон с глубокими цветами.
Художник переносит центр тяжести из объективной реальности в индивидуальное творчество с переносом энергии от художника его работе, что предвещает некоторые тенденции современного абстрактного искусства.
Художник оставался верным традициям немецкого академизма.
Немецкий профессор Истории искусства Hermann Nasse пишет, что Викатос следует традиционным для греческой школы манерам, как например полу-свету. Он пишет, что Викатос не скрывает того, что он верный ученик своих учителей. Он также отмечает, что картины Викатоса свидетельствуют о его особенной любви к старости.
От отмечает характерные, «настоящие греческие головы» стариков, подобные древним философам с захватывающим выражением. Эти лица символизируют опыт и мудрость жизни.
Но в картинах 60-летнего Викатоса много голов детей. «Все они поют о жизни и смерти этих двух полюсов северного человека».
В картинах религиозного содержания «Христос ходит среди современных нам людей, говорит и учит как Фриц фон Уде».

## Прокопиу о Викатосе
Кроме профессорской деятельности в Афинской школе изящных искусств, Викатос соглашался периодически принимать студентов-помощников в свою мастерскую. Будущий профессор А.Прокопиу, прослышав о либеральном преподавании Викатоса, стал одним из этих студентов в 1930 году.
Прокопиу пишет, что с огорчением обнаружил «непедагогический» подход своего учителя.
Студент писал углем и каждый раз Викатос, молча, писал свою работу, поверх работы студента.
Отчаявшись и не находя понимания, Прокопиу перебрался в мастерскую Умверто Аргироса, а затем Константина Партениса. Сегодня Прокопиу считает, что он не был зрелым, чтобы понять своего учителя и что Викатос делал нечто более значительное, нежели устное преподавание, которое Прокопиу ожидал.
«Потому что Викатос чувствовал живопись как действие, а не как теорию. Когда он мне делал честь писать поверх моей работы, я должен был быть в состоянии следить за последовательными стадиями темы».
Прокопиу пишет, что Викатос писал инстинктом, с невероятной скоростью, как автомат. «Он и сам не осознавал с какой лёгкостью он разрешал проблемы которые ставили перед ним природа и искусство».
Прокопиу пишет, что было бы ошибочным приписать Викатоса, чьё творчество делится на 3 периода к какой либо школе или течению.
Он не был реалистом, потому что в действительности это было началом его пути.
Он не был импрессионистом, поскольку естественный свет не сильно волновал его и он предпочитал работать в своей мастерской.
Он не был экспрессионистом, поскольку не был одержим агонией судьбы и одиночества.
Викатос был сильным индивидуумом, который поместил чувство на месте идей и открыл дорогу студентам для свободного выражения.
Викатос сам был этапом для своей эпохи.

## Награды и почести
За его вклад в греческую живопись в 1937 году Афинская академия наук наградила Викатосом «Отличием Искусств».
В 1946 году Георг II (король Греции) наградил художника орденом Феникса.
В 1951 году на специальной торжественной церемонии президент Мюнхенской академии художеств Josef Henselmann (1898—1997), провозгласил Викатоса почётным профессором Мюнхенской академии.

## Сегодня
Картины Викатоса хранятся и выставляются в Национальной галерее Греции, в мюнхенской галерее, в галереях Вены, Белграда, Рима, Парижа, а также в частных коллекциях.
Работы художника часто выставляются на международных аукционах произведений искусств.